# Фрідріх Людвіг, князь Гогенлое-Інгельфінген
Фрідріх Людвіг, князь Гогенлое-Інгельфінген (нім. Friedrich Ludwig Fürst zu Hohenlohe-Ingelfingen) (31 січня 1746 – 15 лютого 1818) — прусський генерал.

## Раннє життя
Фрідріх Людвіг був старшим сином Генріха Августа, князя Гогенлое-Інгельфінген (1715-1796) і його дружини, принцеси Вільгельміни Елеонори Гогенлое-Ноєнштайн-Ерінген (1717-1794).

## Біографія
Фрідріх Людвіг почав свою військову кар'єру ще хлопчиком, служачи проти пруссаків в останні роки Семирічної війни. Увійшовши після укладення миру до складу прусської армії, він, завдяки своєму княжому титулу, відразу отримав звання майора, а в 1775 році був підвищений до підполковника. У 1778 році Фрідріх Людвіг брав участь у війні за баварську спадщину і приблизно в той же час отримав звання полковника. Незадовго до смерті короля Фрідріха Великого він був підвищений до звання генерал-майора і призначений командиром полку. Декілька років князь виконував гарнізонну службу в Бреслау, поки в 1791 році не став губернатором Берліна. У 1794 році він командував корпусом прусської армії на Рейні і відзначився в багатьох боях, зокрема в битві під Кайзерсляутерном 20 вересня.
Фрідріх Людвіг в цей час був найпопулярнішим командиром прусської армії. Блюхер писав про нього, що він був лідером, яким могла б пишатися прусська армія. Він став спадкоємцем свого батька в князівстві і отримав додаткові землі завдяки шлюбу з дочкою графа фон Гойма. У 1806 році Фрідріх Людвіг, вже на посаді генерала від інфантерії, був призначений командувати лівим крилом прусських військ, які протистояли Наполеону, маючи під керівництвом князя Людвіга Фрідріха Прусського; але, відчуваючи, що його кар'єра була кар'єрою князя, а не професійного солдата, він дозволив своєму генерал-квартмейстеру, некомпетентному оберсту (полковнику) Крістіану Карлу Августу Людвігу фон Массенбаху вплинути на нього неправомірно. Невдовзі між Гогенлое та головнокомандувачем герцогом Брауншвайгським виникли суперечки, армії марширували туди й сюди безрезультатно, і, нарешті, армія Фрідріха Людвіга була майже знищена Наполеоном у битві під Єною 14 жовтня 1806 року.
Князь проявив свою звичайну особисту хоробрість у битві і зумів зібрати частину свого корпусу біля Ерфурта, звідки він відступив до Пруссії. Але переслідувачі пильно стежили за ним, і маршал Йоахім Мюрат перехопив його корпус коло Пренцлау. Вранці 28 жовтня, через два тижні після Єни і через три тижні після початку військових дій, Гогенлое відхилив дві вимоги Франції про капітуляцію. Однак перші бої йшли проти пруссаків у битві при Пренцлау. Массенбах, який брав участь у переговорах з французами, раптово з'явився з новиною, що французи повністю оточили їх, що було неправдою. Під впливом начальника штабу і повіривши Мюратовому «слову честі», що 100 000 французів оточили його війська, Гогенлое капітулював з 10 000 чоловік (насправді, у Мюрата було не більше 12 000 біля Пренцлау, у тому числі лише 3 000 піхоти).
Колишня популярність і вплив Фрідріха Людвіга в армії мали зараз найгірший можливий ефект, бо коменданти гарнізонів скрізь втратили дух і здавались за його прикладом. Капітуляція Пазевалька відбулася 29 жовтня, капітуляція Штеттіна в ніч з 29 на 30 жовтня, а Кюстрін здався 1 листопада. До кінця листопада облога Магдебурга закінчилася капітуляцією. На захід від річки Ельби облоги Гамельна, Нінбурга та Плассенбурга також закінчилися погано для Пруссії.
Після двох років, проведених у військовому полоні у Франції, Фрідріх Людвіг жив у своїх маєтках, не з'являючись на публіці до самої смерті. У серпні 1806 року, якраз перед початком війни Четвертої коаліції, він відмовився від князівства на користь свого старшого сина, не бажаючи стати посередницьким правителем під сюзеренітетом Вюртемберга.

## Родина
8 квітня 1782 року в Гляйні він одружився з графинею Марією Амалією Крістіаною Шарлоттою Луїзою Анною фон Гойм (1763-1840), дочкою графа Юліуса гебгарда фон Гойма (пом. 1769) і його дружини Крістіани Шарлотти фон Діскау, пізніше принцеси Остен-Закен (1733-1811).
Діти:
- князь Август Гогенлое-Інгельфінген; він одружився з Луїзою з дому Вюртемберг (1789-1851) і мав спадкоємців.
- княгиня Адельгайд Гогенлое-Інгельфінген (1787-1858), дружина князя Георга Людвіга Моріца Гогенлое-Кірхберга (1786-1836), без дітей.
- княгиня Емілія Гогенлое-Інгельфінген (1788-1859) дружина графа Альбреха Августа Людвіга Ербах-Фюрстенау (1787-1851), мала дітей.
- князь Вільгельм Людвіг Едуард Гогенлое-Інгельфінген (1789-1790).
- княгиня Августа Гогенлое-Інгельфінген (1793-1821), дружина Карла, ландграфа Гессен-Філіппсталь-Бархфельда, мала сім'ю.
- князь Людвіг Карл Гогенлое-Інгельфінген (1794-1794).
- князь Адольф Гогенлое-Інгельфінген одружився з принцесою Луїзою Гогенлое-Лянгенбурзькою (1799-1881) і мав спадкоємців.
- Князь Александер Гогенлое-Інгельфінген (1798-1829)[6].

## Смерть
Фрідріх Людвіг помер у Славенціці у Верхній Сілезії в 1818 році. Його наступниками стали його сини Август, князь Гогенлое-Ерінген та князь Адольф цу Гогенлое-Інгельфінген .

## Зовнішні посилання
- Richard von Meerheimb. Hohenlohe-Ingelfingen, Friedrich Ludwig Fürst von // Allgemeine Deutsche Biographie. Leipzig, 1880, Band 12, S. 685 f.